# Municipio Reyes
Das Municipio Reyes ist ein Verwaltungsbezirk im Departamento Beni im südamerikanischen Anden-Staat Bolivien.

## Lage im Nahraum
Das Municipio Reyes ist eines von vier Municipios der Provinz Ballivián und liegt im nordwestlichen Teil der Provinz. Es grenzt im Westen an das Departamento Pando, im Süden an das Municipio Rurrenabaque, im Südosten an das Municipio San Borja, im Osten an das Municipio Santa Rosa de Yacuma und im Norden an die Provinz Vaca Díez.
Größte Ortschaft und Verwaltungssitz in dem Municipio ist die Stadt Reyes mit 7202 Einwohnern (Volkszählung 2012) im südwestlichen Teil des Municipios.

## Geographie
Das Municipio Reyes liegt im bolivianischen Teil des Amazonasbeckens östlich der Gebirgsketten des Landes in einem ganzjährig humiden Klima.
Die mittlere Durchschnittstemperatur der Region liegt bei 26 °C (siehe Klimadiagramm Rurrenabaque) und schwankt nur unwesentlich zwischen 23 °C im Juni und Juli und gut 27 °C von Oktober bis Dezember. Der Jahresniederschlag beträgt knapp 2000 mm, mit einer ausgeprägten Regenzeit von Dezember bis März mit 200–300 mm Monatsniederschlag und niedrigsten Monatswerten knapp unter 100 mm von Juli bis September.

## Bevölkerung
Die Einwohnerzahl in dem Municipio Reyes ist zwischen 1992 und 2024 um mehr als zwei Drittel angestiegen:
| Jahr | Einwohner | Quelle       |
| ---- | --------- | ------------ |
| 1992 | 6.892     | Volkszählung |
| 2001 | 11.127    | Volkszählung |
| 2012 | 13.246    | Volkszählung |
| 2024 | 11.274    | Volkszählung |

Die Bevölkerungsdichte des Municipios bei der Volkszählung von 2024 betrug 0,95 Einwohner/km², der Anteil der städtischen Bevölkerung ist 54,4 Prozent. Die Lebenserwartung der Neugeborenen lag im Jahr 2001 bei 66,3 Jahren.
Der Alphabetisierungsgrad bei den über 19-Jährigen beträgt 84,5 Prozent, und zwar 86,4 Prozent bei Männern und 82,0 Prozent bei Frauen (2001).

## Politik
Ergebnis der Regionalwahlen (concejales del municipio) vom 4. April 2010:
| Wahl- berechtigte |  | Wahl- beteiligung | gültige Stimmen |  | PRIMERO | NACER  | MAS-IPSP | MNR-PUEBLO |
| ----------------- |  | ----------------- | --------------- |  | ------- | ------ | -------- | ---------- |
| 4.555             |  | 3.972             | 3.544           |  | 2.051   | 668    | 630      | 195        |
|                   |  | 87,2 %            | 89,2 %          |  | 57,9 %  | 18,8 % | 17,8 %   | 5,5 %      |

Ergebnis der Regionalwahlen (elecciones de autoridades políticas) vom 7. März 2021:
| Wahl- berechtigte |  | Wahl- beteiligung | gültige Stimmen |  | AHORA!  | MTS     | MAS-IPSP | TODOS   | UNEBENI |
| ----------------- |  | ----------------- | --------------- |  | ------- | ------- | -------- | ------- | ------- |
| 6.549             |  | 5.529             | 4.695           |  | 1.456   | 1.331   | 940      | 482     | 307     |
|                   |  | 84,43 %           | 84,92 %         |  | 31,01 % | 28,35 % | 20,02 %  | 10,27 % | 6,54 %  |

## Kantone
Das Municipio bestand bei der Volkszählung 2012 aus zwei Kantonen (cantones):
- Kanton Reyes – 92 Ortschaften – 12.093 Einwohner (2001: 9.286 Einwohner)
- Kanton Cavinas – 9 Ortschaften – 1.153 Einwohner (2001: 1.841 Einwohner)

## Ortschaften im Municipio Reyes
- Kanton Reyes
  - Reyes 7.202 Einw.

- Kanton Cavinas
  - Candelaria 195 Einw. – Puerto Cavinas 112 Einw.